# اکتور آباد فاسیولینسه
اِکتور آباد فاسیولینسه (ااسپانیایی:Héctor Abad Faciolince) (متولد ۱ اکتبر ۱۹۵۸) یک رمان‌نویس، مقاله‌نویس، روزنامه‌نگار و سردبیر کلمبیایی است. آباد یکی از مستعدترین نویسندگان بومی دوران پس از رونق ادبی آمریکای لاتین به حساب می‌آید. آباد بیشتر به خاطر پرفروش‌ترین رمان خود به نام باریک یا Angosta شناخته می‌شود. این رمان در سال ۲۰۰۵ جایزهٔ بهترین رمان خارجی در چین را کسب کرد. این در حالیست که اخیراً کتاب جدید او به نام فراموش شده‌ای که هستیم، که به انگلیسی به نام (انگلیسی: The Oblivion We Shall Be) ترجمه شده، با موضوع زندگی و قتل پدرش، مورد استقبال فراوان جامعه ادبی جهان واقع شده‌است. این کتاب برنده جایزه پرتغالی بهترین اثر ادبی در آمریکای لاتین و جایزه حقوق بشری شد .

## زمینه
اِکتور آباد فاسیولینسه در مدئین (کلمبیا) متولد و بزرگ شد. او تنها پسر خانواده بود و پنج خواهر داشت. مادر آباد سسیلیا فاسیولینسه (Cecilia Faciolince) بود. پدر آباد، با نام اِکتور آباد گومز(Héctor Abad Gómez)، یک پزشک برجسته، استاد دانشگاه و رهبر حقوق بشر بود که دیدگاه او در زمینه طب جامع یا سلامت کل گرا باعث شد وی دانشکده بهداشت عمومی کلمبیا را تأسیس کند. او در اوت ۱۹۸۷ در مدئین کشته شد.
وی تحصیلات ابتدایی خود را در مدرسه لوس آلکازارس، به سرپرستی اپوس دئی Opus Dei در مدئین آغاز کرد. پدرش با وجود مخالفتش با عقاید کلیسا، به دلیل کیفیت خوب آموزش، او را در این مدرسه ثبت نام کرد. پس از فارغ‌التحصیلی در مدرسه خصوصی کاتولیک، آباد در سال ۱۹۷۸، به شهر مکزیک نقل مکان کرد. دلیل این انتقال انتصاب پدرش به عنوان مشاور فرهنگی سفارت کلمبیا در مکزیک بود. در این زمان او در کارگاه‌های ادبیات، نوشتن خلاق و شعر در La Casa del Lago، اولین مرکز فرهنگی پردیس دانشگاه مستقل ملی مکزیک، شرکت کرد. اِکتور آباد در دوران کودکی خود بسیار تحت تأثیر پدرش بود، که به شعر علاقه‌مند بود و برایش از حفظ شعر می‌خواند.
در سال ۱۹۷۹، آباد به مدئین بازگشت و تحصیلات خود را در رشته فلسفه و ادبیات در دانشگاه Universidad Pontificia Bolivariana دنبال کرد. بعدتر در سال ۱۹۸۲، وی به دلیل نوشتن مقاله ای جنجالی علیه پاپ از دانشگاه اخراج شد. وی سپس به ایتالیا نقل مکان کرد و تحصیلات مربوط به زبان و ادبیات مدرن را در سال ۱۹۸۶ در دانشگاه تورین به پایان رساند. آباد با بالاترین افتخارات آکادمیک summa cum laude فارغ‌التحصیل شد، و همچنین پایان‌نامه او که در مورد رمان سه ببر به دام افتاده نوشته Guillermo Cabrera Infante بود نیز برنده جایزه "Dignitá di Stampa" شد. (Dignitá di Stampa در لغات به معنای شایسته انتشار است).